# Mama (canción de Il Divo)
«Mama» («Mamá» en español) es una canción en inglés creada para Il Divo, incluida en su disco Il Divo (2004), escrita por Savan Kotecha con música de Quiz & Larossi.
Mama fue el primer gran éxito de referencia de Quiz & Larossi.

## Letra
La letra de Mama hace reflexionar sobre el valor de una madre; lo que se aprende de ella, los sacrificios que una madre hace por un hijo/a. La letra deja entender que cuando se reflexiona lo que realmente es una madre, ya es demasiado tarde.  
Una estrofa de la canción, traducida del inglés, dice así:
Mamá espero que esto te haga sonreír
Espero que estés contenta con mi vida
En paz con cada elección que he hecho
Como he cambiado a lo largo del camino
Y se que creiste en todos mis sueños
Y te lo debo todo a ti, mamá...

## Videoclip
El videoclip de Mama de Il Divo fue filmado en Tropea, Italia en el año 2005.

## Edición Especial: DVD
Se lanzó la canción y su videoclip en DVD titulado Mama, para promocionar al grupo en 2005.
El DVD incorpora: 
- Videoclip de Mama.
- Making of del video
- Mamá - Live in New York
- Galería de fotos